# 周轍
周轍（1427年—？），字恒守，福建興化府莆田縣人，明朝政治人物。進士出身。

## 生平
福建鄉試第二十二名。天順元年（1457年）丁丑科會試第一百八十六名，殿試登進士第三甲第一百七十名。

## 家族
曾祖周孟仍。祖父周備，贈主事。父亲周昌。